# Eumerus acuticornis
Eumerus acuticornis är en tvåvingeart som beskrevs av Sack 1933. Eumerus acuticornis ingår i släktet månblomflugor, och familjen blomflugor.
Artens utbredningsområde är Mongoliet. Inga underarter finns listade i Catalogue of Life.